# 幸村惠理
幸村惠理（日语：／ Yukimura Eri，1998年12月6日—）是日本的女性聲優，埼玉縣出身。隸屬於VIMS。

## 人物
日本播音演技研究所畢業。

## 演出作品
※粗體字為主要角色。

### 電視動畫
2018年
- 黃金神威（娼婦們）
- 星之島喵喵（桃）
- 魔法禁書目錄III（對馬[2]）

2019年
- 荒野的壽飛行隊（艾瑪[3]）
- 輝夜姬想讓人告白～天才們的戀愛頭腦戰～（女學生C）
- 同居人時而在腿上，時而跑到腦袋上。（櫃台小姐）
- Mysteria Friends（學生D）
- 魔法水果籃（女學生）
- 女高中生的虛度日常（前髮、比基尼女子）
- 在地下城尋求邂逅是否搞錯了什麼II（獸人幼女）
- 巴比倫（キャスターB）
- 神田川JET GIRLS（女性工作人員）
- 籃球少年王（吉野）
- 美妙射擊部（茅守鈴）

2020年
- 夢夢貓（今井琴子[4]）
- 白貓 Project ZERO CHRONICLE（魔導士）
- 輝夜姬想讓人告白？～天才們的戀愛頭腦戰～（女學生）
- 在地下城尋求邂逅是否搞錯了什麼III（羅蕾爾）

2021年
- WIXOSS DIVA(A)LIVE（藤嶋美琴）
- 工作細胞!!（巨噬細胞2）
- 堀與宮村（女子高中生）
- 持續狩獵史萊姆三百年，不知不覺就練到LV MAX（300年前的娜塔莉）
- 夢夢貓 Mix！（今井琴子）
- BLUE REFLECTION RAY/澪（矢崎由真）
- Tropical-Rouge！光之美少女（瑠璃）
- 關於我轉生變成史萊姆這檔事 第2期（萊茵）

2022年
- 里亞德錄大地（葵娜[5]）
- 擅長捉弄人的高木同學第三季（眼鏡女孩）
- 女忍者椿的心事（杜鵑[6]）
- 盛開的阿斯諾特莉亞 吸！（皮卡托莉克絲）
- 卡片戰鬥!! 先導者 will+Dress（觀眾）
- 我想成為影之強者！（女子）
- BLUE LOCK 藍色監獄（帝襟安里）
- 呆萌酷男孩（女高中生）
- 福星小子（女學生、雪女、女子）
- 聖劍傳說 Legend of Mana -The Teardrop Crystal-（愛斯梅拉達）

2023年
- 眾神眷顧的男人2（邁雅）
- 英雄教室（克蕾兒[7]）
- 雖然等級只有1級但固有技能是最強的（尤吉）
- 靠著魔法藥水在異世界活下去！（尤妮絲）

2024年
- 卡片戰鬥!! 先導者 Divinez（明導光[8]）
- 怪異與少女與神隱（化野乙[9]）
- 我的新上司是天然呆（紺野的好友）
- BLUE LOCK 藍色監獄 VS. U-20 JAPAN（帝襟安里[10]）
- 偶像大師 閃耀色彩 2nd season（黛冬優子[11]）

2025年
- 青春特調蜂蜜檸檬蘇打（小島麗美）
- 卡片戰鬥!! 先導者 Divinez（明星エリカ[12]）

### 網路動畫
2019年
- 齊木楠雄的災難 Ψ啟動篇（千夏）

2020年
- 鋼彈創鬥者 潛網大戰Re:RISE（ミェン）

### 遊戲
2018年
- 怪物彈珠（2018年 - 2022年 桑納托斯[1]、奧菲莉婭[13]）

2019年
- 荒野的壽飛行隊 飛向雲霄的少女們！（艾瑪[14]）
- 快感指令CLIMAX -NEXT GENERATION-（藤原花音[15]）
- 偶像大師 閃耀色彩（黛冬優子[16]）

2020年
- 綻放的阿爾斯諾特利亞（皮卡多莉克絲[17]）
- 碧藍航線（塔爾圖、沃克蘭）
- 寶可夢大師（小優）

2021年
- 閃耀幻想曲（彼岸花）

2022年
- 少女前線：雲圖計劃（初塵）
- MementoMori（莉布拉）

2024年
- 超異域公主連結☆Re:Dive（華音）

2025年
- カードファイト!! ヴァンガード ディアデイズ2（明導光（未來））

### 廣播劇CD
- Z/X -Zillions of enemy X- NF DramaCD（13）（2018年，守衛者[1][18]）

### 廣播節目
- 偶像大師 閃耀色彩 振翅電台（2019年－，Asobi Store） - 每周輪替主持

### 其它
- LINE貼圖「偶像大師 閃耀色彩」（2019年，黛冬優子）

## 音樂CD

### 角色歌
| 發售日  | 商品名稱                                     | 演唱名義         | 歌曲                                                                    | 備註                              |
| 2019年  | 2019年                                       | 2019年           | 2019年                                                                  | 2019年                            |
| ------- | -------------------------------------------- | ---------------- | ----------------------------------------------------------------------- | --------------------------------- |
| 1月30日 |                                              | 壽飛行隊         | 「」                                                                    | 電視動畫《荒野的壽飛行隊》片尾曲  |
| 1月30日 | 「」                                         | 壽飛行隊         | 電視動畫《荒野的壽飛行隊》相關歌曲                                      |                                   |
| 3月13日 | 壽飛行隊、一曲入魂！                         | 艾瑪（幸村惠理） | 電視動畫《荒野的壽飛行隊》相關歌曲                                      | 「Poison Dahlia」                 |
| 4月10日 | THE IDOLM@STER SHINY COLORS FR@GMENT WING 01 | 閃耀色彩         | 「Ambitious Eve」 「 Shiny Days」                                       | 遊戲《偶像大師 閃耀色彩》相關歌曲 |
| 9月11日 | THE IDOLM@STER SHINY COLORS FR@GMENT WING 06 | Straylight       | 「Wandering Dream Chaser」 「Transcending The World」 「Ambitious Eve」 | 遊戲《偶像大師 閃耀色彩》相關歌曲 |

### 组合成员
1. ↑  琪莉耶（鈴代紗弓）、艾瑪（幸村惠理）、凱特（仲谷明香）、蕾歐娜（瀨戶麻沙美）、薩拉（山村響）、千花（富田美憂）
2. ↑  櫻木真乃（關根瞳）、風野燈織（近藤玲奈）、八宮繚（峯田茉優）、月岡戀鐘（礒部花凜）、田中摩美美（菅沼千紗）、白瀨咲耶（八卷安奈）、三峰結華（成海瑠奈）、幽谷霧子（結名美月）、小宮果穗（河野日和）、園田智代子（白石晴香）、西城樹里（永井真里子）、杜野凜世（丸岡和佳奈）、有栖川夏葉（涼本秋穗）、大崎甘奈（黑木穗乃香）、大崎甜花（前川涼子）、桑山千雪（芝崎典子）、芹澤朝日（田中有紀）、黛冬優子（幸村惠理）、和泉愛依（北原沙彌香）
3. ↑  芹澤朝日（田中有紀）、黛冬優子（幸村惠理）、和泉愛依（北原沙彌香）

## 外部連結
- 事務所官方簡歷 （页面存档备份，存于）（日語）